# Ronan Guilfoyle
Ronan Guilfoyle (* 5. März 1958 in Dublin) ist ein irischer Jazzmusiker und Komponist.
Er studierte Bassgitarre und Improvisation am Banff Centre for the Arts in Kanada bei Lehrern wie John Abercrombie, Dave Holland und Steve Coleman. Er ist Direktor der Jazzfakultät des Newpark-Musikzentrums in Dublin und war Lehrer für Improvisation des Internationalen Musikrats der UNESCO. Als Komponist schrieb er Stücke für Film und Fernsehen, Theater und zahlreiche Jazzensembles wie das European Jazz Youth Orchestra, aber auch zeitgenössische Orchester- und Kammermusik. Als Musiker ist er mit seiner eigenen Band regelmäßig auf Tourneen in Europa, Asien und Nordamerika. Er wurde mit verschiedenen internationalen Preisen ausgezeichnet und ist Mitglied der irischen Akademie der Künste.
Seine 2003 erschienene CD E Xit nahm er mit seiner Band Lingua Franca und irischen Folk-Musikern auf. Hierauf sind ausschließlich Eigenkompositionen zu hören, die auf unterschiedliche Weise Modern Jazz mit Irish Folk verbinden.